# Malo Korenovo
Malo Korenovo is een plaats in de gemeente Bjelovar in de Kroatische provincie Bjelovar-Bilogora. De plaats telt 222 inwoners (2001).